# Rheum likiangense
Rheum likiangense är en slideväxtart som beskrevs av G. Samuelsson. Rheum likiangense ingår i släktet rabarbersläktet, och familjen slideväxter. Inga underarter finns listade i Catalogue of Life.